# Amontonssche Gesetze
Die zwei Amontonsschen Gesetze bilden die Grundlage des empirischen Verständnisses der Tribologie (Reibungslehre fester Körper). Sie sind nach Guillaume Amontons (1663–1705) benannt, der sie 1699 wiederentdeckte. Der eigentliche Entdecker war, etwa zweihundert Jahre früher, Leonardo da Vinci (1452–1519).
Die Bezeichnung Amontonssche Gesetze ist nicht durchgängig üblich, insbesondere nicht in älterer Literatur. Sie werden häufig auch unter den später von  Charles Augustin de Coulomb formulierten Coulombschen Reibungsgesetzen subsumiert. Genauer gehört zu den Coulombgesetzen noch die Aussage, dass die durch Haftreibung hervorgerufene Kraft {\displaystyle F_{H}} einen Maximalwert hat, ausgedrückt durch die Haftreibungszahl {\displaystyle \mu _{0}} und die Kraft {\displaystyle F_{N}}, mit der Körper und Unterlage rechtwinklig zur Berührungsfläche gegeneinander drücken: {\displaystyle F_{H}\leq \mu _{0}\cdot F_{N}}, und dass der Haftreibungskoeffizient {\displaystyle \mu _{0}} höher als der Gleitreibungskoeffizient {\displaystyle \mu } ist. Bei größerer Scherkraft setzt Gleiten ein.

## Gesetze
1. Gesetz:
Die maximale Haftreibungskraft und die Reibungskraft beim Gleiten sind von der Ausdehnung der Reibfläche unabhängig.
2. Gesetz:
Die Reibungskräfte sind der Normal- oder Anpresskraft {\displaystyle F_{N}} zwischen den Reibflächen (Presskraft) direkt proportional.
Mit einem von der Materialpaarung und dem Zwischenstoff (z. B. Schmiermittel) abhängigen Proportionalitätsfaktor {\displaystyle \mu }, dem Reibungskoeffizient, ergibt sich:
{\displaystyle F=\mu \cdot F_{N}}
Zu beachten ist, dass das zweite Gesetz das Verhalten der meisten Metalle bei geschmierter und ungeschmierter Gleitreibung beschreibt, jedoch nicht das Verhalten der Mehrheit der Polymere.